# 巴克斯利 (喬治亞州)
巴克斯利是一個位於美国喬治亞州阿普林縣的城市。根據2010年美國人口普查，該地人口為4400人，而該地的面積約為21.70平方千米。同時該地也是阿普林縣的縣治。

## 历史
1870 年，梅肯和不伦瑞克铁路穿过阿普林县 （Appling County），巴克斯利 （Baxley） 首次定居。

## 地理
巴克斯利的座標為31°46′31″N 82°20′51″W / 31.77528°N 82.34750°W，而該地的平均海拔高度為62米（即203英尺）。